# (21465) Michelepatt
(21465) Michelepatt est un astéroïde de la ceinture principale d'astéroïdes.

## Description
(21465) Michelepatt est un astéroïde de la ceinture principale d'astéroïdes. Il fut découvert le 21 avril 1998 à Socorro (Nouveau-Mexique) par le projet LINEAR. Il présente une orbite caractérisée par un demi-grand axe de 2,27 UA, une excentricité de 0,11 et une inclinaison de 4,9° par rapport à l'écliptique.

## Compléments